# Jean Tranchant
Jean Tranchant, nato Honoré Jean Mathieu Tranchant (Parigi, 4 febbraio 1904 – Parigi, 7 aprile 1972), è stato un compositore, cantante, pittore, disegnatore di poster francese.

## Biografia
Jean Tranchant scrisse dapprima canzoni per Lucienne Boyer (La Barque d'Yves, Moi j'crache dans l'eau), poi per Marianne Oswald (Appel, Complainte du Kesoubah, Sans repentir), Marlene Dietrich (Assez) e Lys Gauty. Scriveva anche sotto lo pseudonimo di «Teleco-Teco».
Ha condiviso il palcoscenico in particolare con la moglie Simone Naudet, come parte dei Quatre Farceurs (1935).
Avrà poi successo nell'interpretare le proprie canzoni, all'interno della rinascita attuale della canzone illustrata di Mireille, Pills et Tabet, e Jean Sablon.
- 1930 : Moi j'crache dans l'eau, parole e musiche di Jean Tranchant, interpretata da Lucienne Boyer.
- 1932 : La Barque d'Yves, parole con il nome di Jean H. Tranchant, musiche Jean Tranchant, interpretata da Lucienne Boyer.

Jean Tranchant è sepolto nel cimitero di Barbizon.

## Opere
- 1933 : Tourne et Vire, parole e musica di Jean Tranchant, interpretata da Lucienne Boyer.
- 1933 : Coralie et compagnie (film d'Alberto Cavalcanti), parole di Jean Tranchant.
- 1934 : Dernière Heure (film di Jean Bernard-Derosne), musiche di Jean Tranchant.
- 1934 : Fanatisme (film di Gaston Ravel et Tony Lekain), musiche di Jean Tranchant.
- 1935 : La Marmaille (film di Dominique Bernard-Deschamps), parole e musica di Jean Tranchant.
- 1936 : Les Prénoms effacés, parole e musica di Jean Tranchant, interpretata da Lucienne Boyer.
- 1937 : Voulez-vous danser Madame ?, parole e musica di Jean Tranchant.
- 1938 : J'aime Paris (film di Jean-Jacques Delafosse), canzone di Jean Tranchant.
- 1941 : Ici l'on pêche (film di René Jayet), musica e canzone del film di Jean Tranchant, che ne è anche attore.
- 1943 : Feu du ciel, operetta di Jean Tranchant, messa in scena di Alfred Pasquali, Théâtre Pigalle a Parigi.
- La mer n'appartient à personne, parole e musica di Jean Tranchant.
- Sans jamais s'arrêter, parole e musica di Jean Tranchant.
- La Ballade du cordonnier, parole e musica di Jean Tranchant.
- Comme une chanson, parole e musica di Jean Tranchant.
- La Complainte de Kesoulah, parole e musica di Jean Tranchant.
- Le Grand Étang, parole e musica di Jean Tranchant.
- Sans repentir, parole e musica di Jean Tranchant.
- J'ai un cœur à chaque étage, parole e musica di Jean Tranchant.
- Le ciel est un oiseau bleu, parole e musica di Jean Tranchant.
- Il existe encore des bergères, parole e musica di Jean Tranchant.
- Allons à la mairie, parole e musica di Jean Tranchant.

## Discografia
Le canzoni di Jean Tranchant sono state ripubblicate in parecchi CD.

## Filmografia
- 1941 : Ici l'on pêche di René Jayet.